# Llibre de doctrina del rey Jaume d'Aragó
El Llibre de doctrina del rey Jaume d'Aragó, o simplemente Llibre de doctrina o  Llibre de saviesa es un tratado de moral escrito en catalán medieval, perteneciente al género del espejo o regimiento de príncipes.

## Historia, estructura y contenido
Está formado por una serie de proverbios cuya intención es educar a un príncipe y se atribuyó con escaso fundamento y razones inconsistentes al rey Jaime I de Aragón o incluso a Jaime II. Se puede datar su redacción en las postrimerías del siglo XIII. 
Como Poridat de poridades y Apothegmata philosophorum de Hunayn ibn Isḥāq, su contenido es una combinación de elementos políticos y filosóficos procedentes del empirismo antiguo y de la filosofía grecolatina pasados por el cedazo del escolasticismo medieval que imperaba en el siglo XIII. Comprende cartas, máximas, predicciones y discursos, entre otros materiales.

## Ediciones
Fue Gabriel Llabrés y Quintana quien publicó por primera vez este libro con motivo del séptimo centenario del nacimiento de Jaime I (Santander, 1908), aunque se conocía desde que Nicolás Antonio lo citó con el título de Llibre de la saviesa, sugerido por un manuscrito conservado en la biblioteca del monasterio de San Lorenzo de El Escorial. Pero Llabrés prefirió el texto del manuscrito 921 de la Biblioteca Nacional de Madrid, que suponía más completo.
Sin embargo esto constituía un problema importante: ambos manuscritos presentaban variantes no solo de contenido, sino de redacción. La edición de Llabrés fue reimpresa casi cuarenta años después por José María Castro y Calvo (Barcelona, 1946), y en 1957 el hispanista Lloyd A. Kasten publicó casi toda la segunda parte en su edición del Poridat de poridades. José María Solà-Solé hizo una nueva edición, presuntamente crítica y de los dos manuscritos (El Llibre de doctrina del Rei Jaume d'Aragó, Barcelona: B. Borràs, 1977), pero sus lecturas son con frecuencia incorrectas, y su estudio preliminar no se atreve a formular opinión alguna sobre las diferencias entre los manuscritos; es más, su atribución al rey Jaime I flaquea notablemente, según la recensión del medievalista Jaume Riera i Sans. La edición moderna más reciente es la de Josep-David Garrido i Valls (Valencia: Edicions Tres i Quatre, 2009)